# Glyptodon

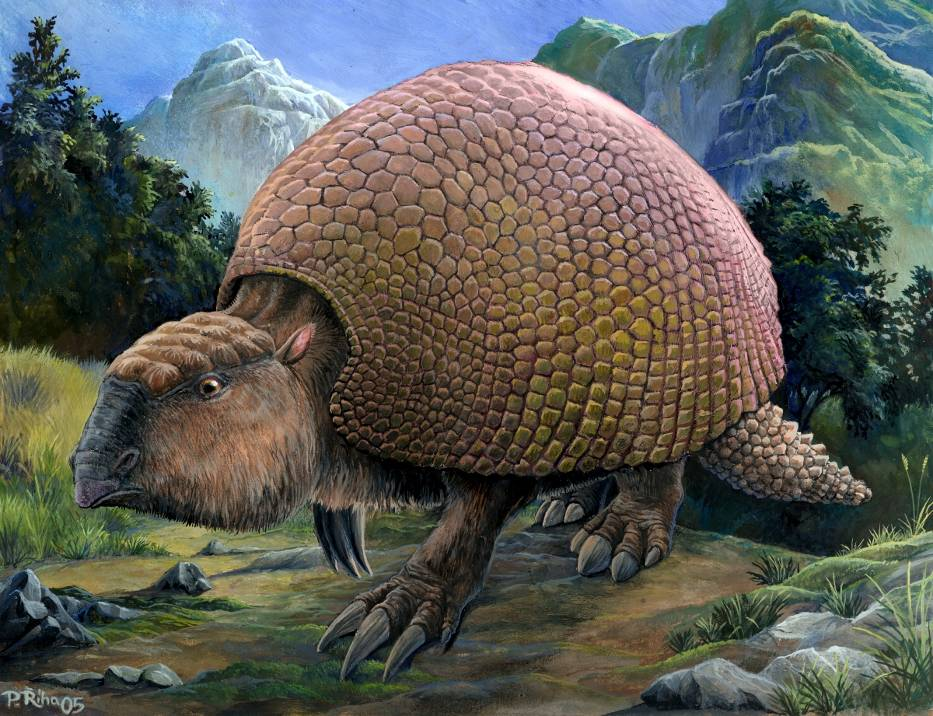
Glyptodon - reconstituire

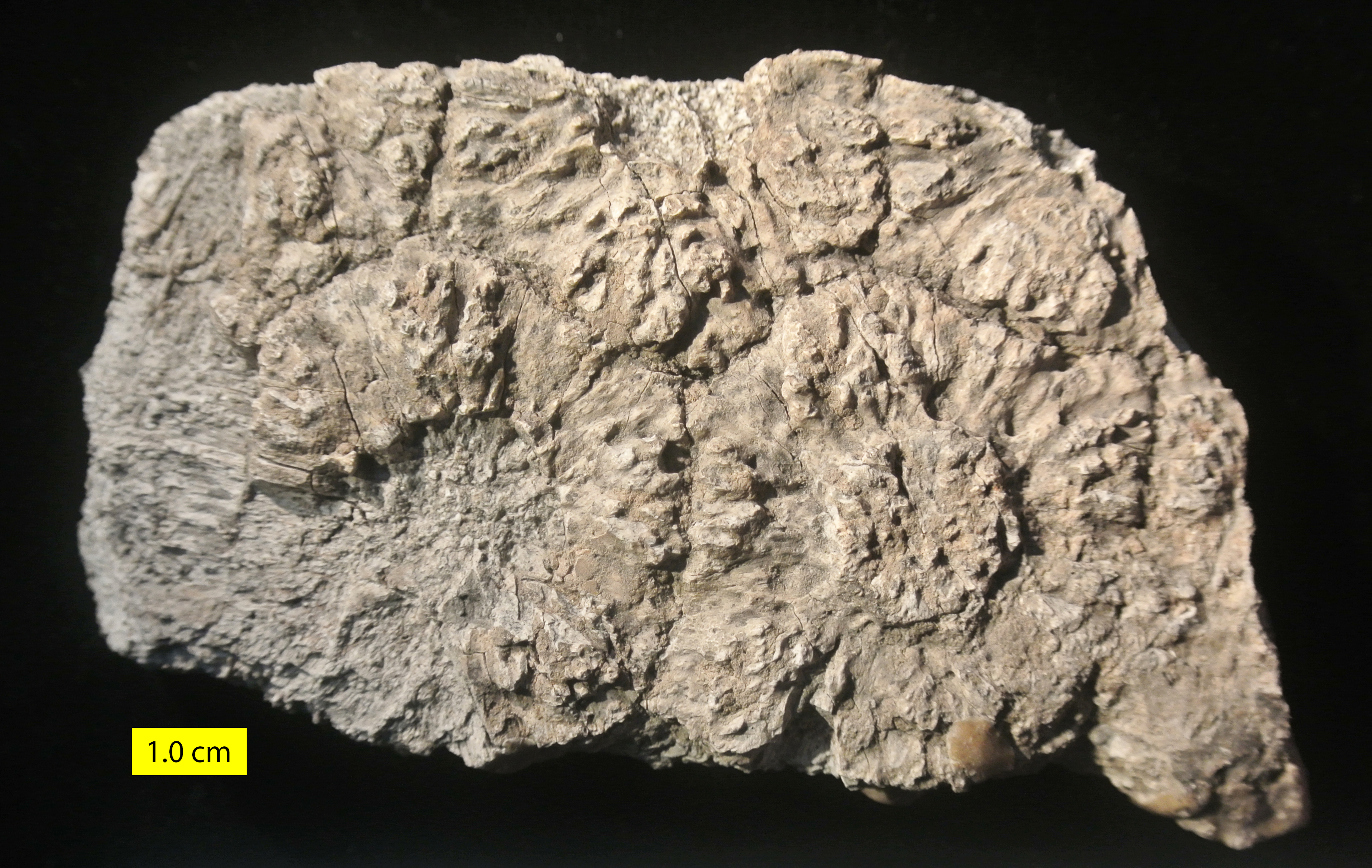
Glyptodon - fragment de carapace

Glyptodonul a fost un animal preistoric mare care a făcut parte din familia Glyptodontidae și a fost înrudit cu animalul tatu. Avea o greutate de cca. 2 tone.
Avea formă rotunjită și osoasă, iar membrele și le ascundea la nevoie sub carapace; din acest motiv semăna cu o broască țestoasă.
Se presupune că Glyptodonul a fost erbivor și ca păștea în zonele râurilor și lacurilor.
Glyptodonul a făut parte din ordinul de mamifere placentare cunoscut sub numele Xenarthra. A trăit în urmă cu 2,5 milioane de ani în America de Sud, până cand a dispărut acum 10.000 de ani. Se presupune că oamenii din timpurile acelea foloseau carapacea sa pentru a se adăposti de ploaie, vânt etc.

## Anatomie
Glyptodonul era acoperit cu o carapace groasă de 2,5 cm alcătuită din mai multe plăci osoase, lipite între ele, fiecare individ având un model unic. Această carapace le oferea protecție, dar nu își puteau trage capul sub carapace, în schimb au avut o protecție osoasă pe cap. Picioarele erau masive, scurte și osoase. Maxilarul era mic și puternic, având rol în mestecatul plantelor fibroase de pe malurile râurilor sau ale lacurilor.